# Libagione

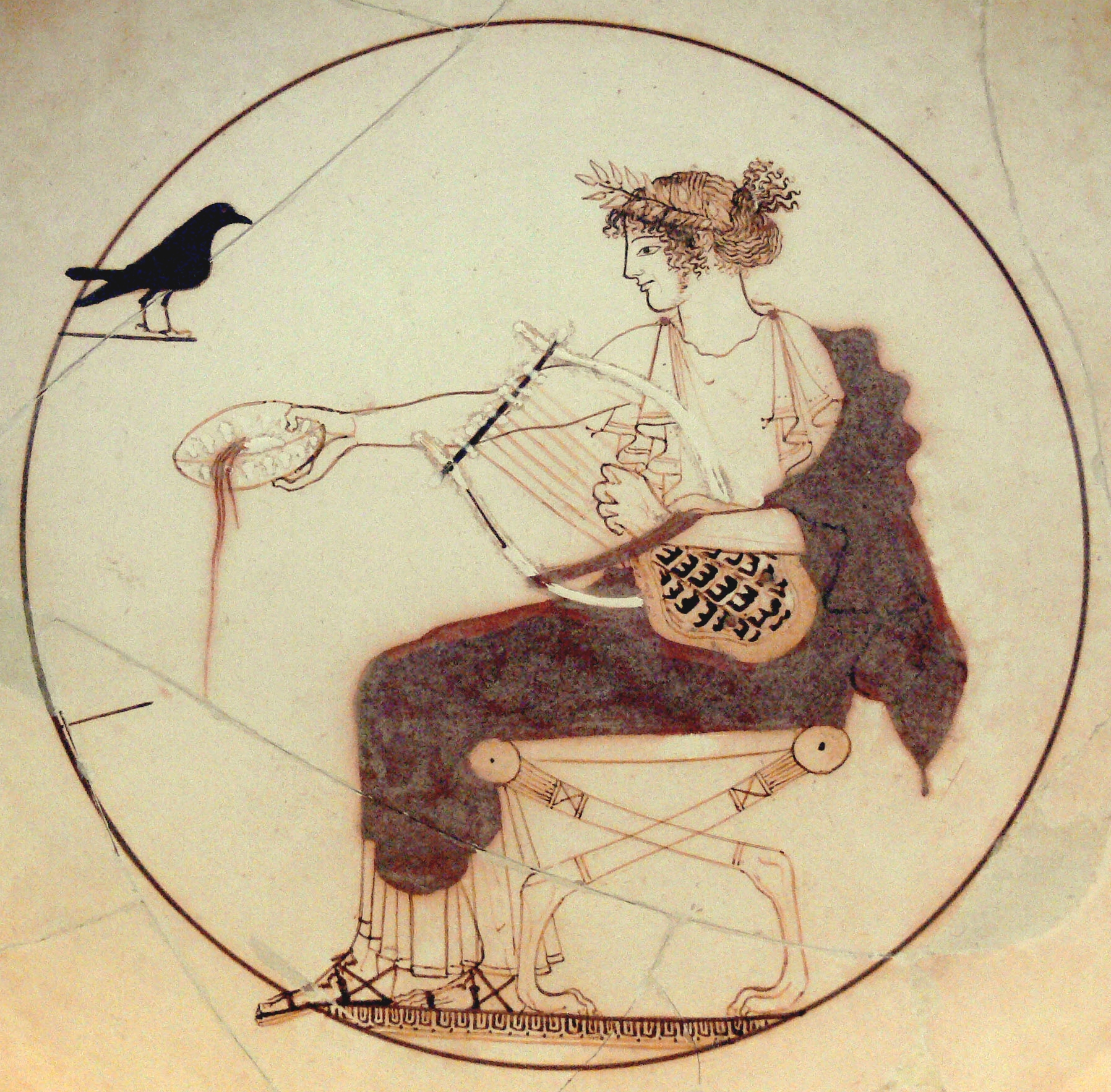
Apollo liricine intento a una libagione, da una kylix a fondo bianco da Delfi

Nell'antichità la libagione era la cerimonia dello spargimento rituale del vino, di una bevanda, di un liquido alimentare, o di un'essenza, per terra o su particolari siti o oggetti, come un altare, una stele o un manufatto, quale atto di offerta alla divinità, ad altre entità non terrene o a defunti. Era un'azione sacrale comune a molte religioni antiche, incluso l'ebraismo e cristianesimo, che ha rivestito un ruolo molto importante in tutto il mondo mediterraneo e il vicino Oriente.

## Luoghi, liquidi e recipienti

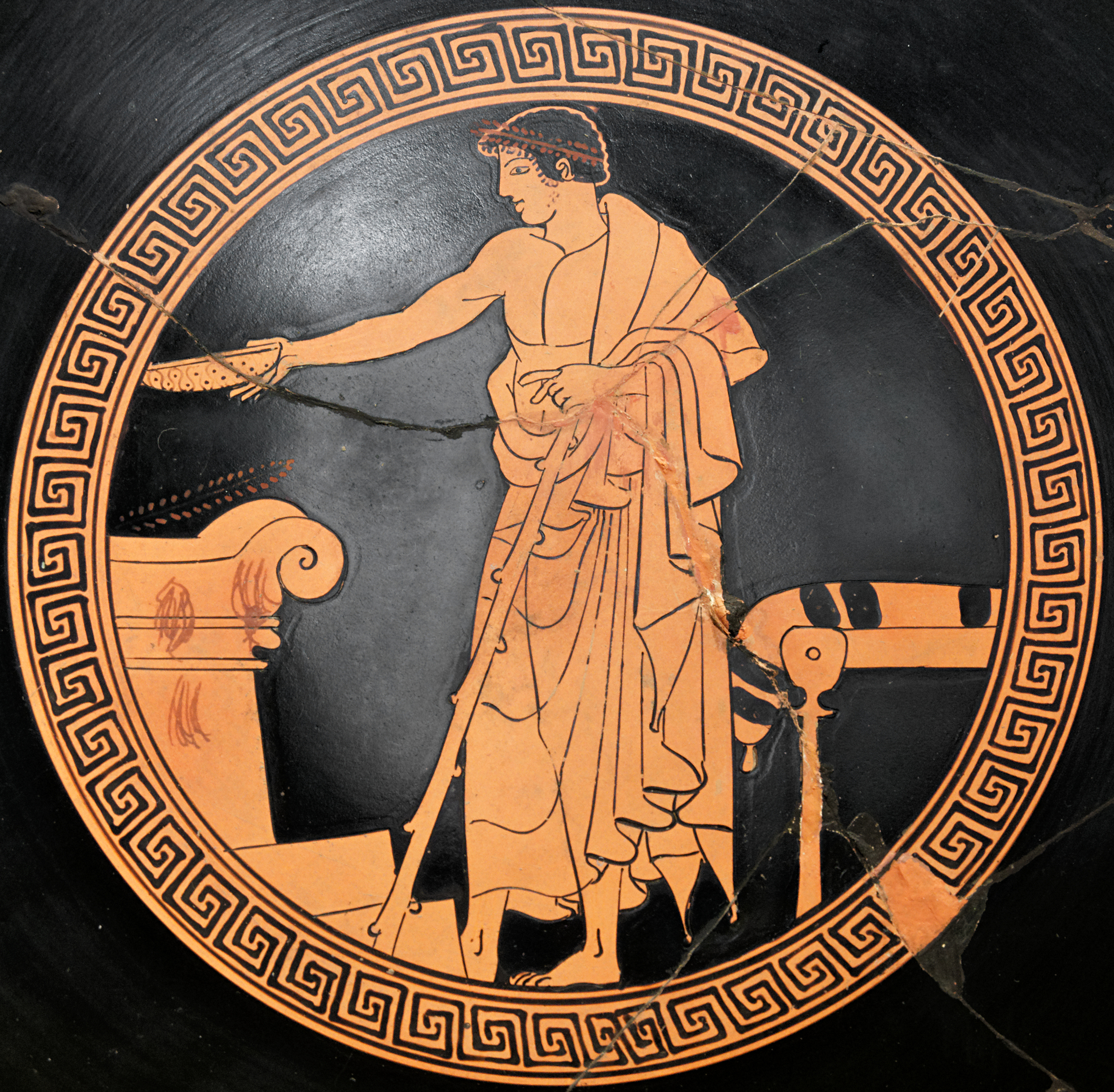
Una scena di libagione su un altare (sulla destra una kliné simposiale) da una kylix attica a figure rosse, ca. 480 a.C., Louvre (Inv. G149)

Il liquido veniva sparso su qualcosa che avesse un valore sacro o simbolico, come un altare o una stele. In questi come in altri casi il sito dell'offerta era un altare, o l'onfalo delfico, segni evidenti di una destinazione divina. 
Ma la libagione poteva ad esempio essere officiata sul terreno o sul pavimento, quale offerta alla Terra stessa, ai defunti o a divinità infere. In ambiente greco, nell'ambito del sacrificio cruento, la libagione veniva versata a estinguere la fiamma sull'altare sacrificale, prima dell'inizio della parte profana del rito. In casi come questi è anche ipotizzabile che l'evaporazione del liquido comportasse una destinazione agli dei celesti.
Vari potevano essere i liquidi coinvolti nelle libagioni: molto spesso era utilizzato il vino ma l'uso della libagione riguardava anche il sangue animale, l'acqua, il latte, il miele, l'olio d'oliva, o, in India, il ghi. È interessante notare come l'uso di liquidi come l'olio o il sangue, ponga qualche difficoltà quando si voglia definire come bevanda il contenuto dell'offerta; il problema può essere superato se si pensa che l'offerta era rivolta a divinità o a entità soprannaturali e comunque non umane.
I recipienti destinati a questo uso rituale, inclusa la patera, spesso avevano una forma peculiare che li distingueva da quelli d'uso comune. In ambito greco erano molto utilizzate la kylix e la phiàle che, grazie anche al loro invaso largo e poco profondo, si prestavano particolarmente bene alla dinamica del gesto rituale. Molto frequente è anche l'iconografia della libagione con il kantharos dei rituali dionisiaci.

## La deposizione rituale
Vi sono evidenze testuali che testimoniano l'usanza di offrire gli strumenti utilizzati per la libagione tramite un gesto di deposizione rituale. Un esempio si ha nella descrizione che Erodoto fa della coppa d'oro libatoria offerta da Serse  al mare nel contesto dei rituali di consacrazione del ponte di barche e quale gesto riparatorio della fustigazione precedentemente inflittagli. Una codificazione precisa del gesto la troviamo poi nelle Tavole eugubine. Le stesse Tabulae codificano inoltre anche la pratica di frantumare i recipienti prima della loro deposizione rituale in fosse, secondo un'usanza diffusamente attestata, quasi si volesse evitarne sia un riutilizzo sacrilego sia la dispersione. Quest'usanza trova notevoli riscontri archeologici in depositi in cui si sono rinvenuti resti di vasellame frantumato a seguito di occasioni rituali come banchetti e libagioni.
Alcune volte i cocci risultano deposti, quasi a complicarne ricomposizione e riutilizzo, con una commistione di frammenti su fosse distinte. Un'interessante caratteristica, comune a queste deposizioni, è l'impossibilità di ricostruire integralmente la forma degli oggetti rinvenuti a causa della costante mancanza di alcuni frammenti. Una circostanza che non può essere attribuita al caso ma potrebbe ricollegarsi o a quanto detto prima circa l'intenzione di rendere assolutamente impossibile il riutilizzo dell'oggetto o a qualche volontà di consegnare il vasellame e gli strumenti offertori, non nella loro integrità, ma in maniera parziale, in una sorta di epitome, la cui logica non è ancora compresa.
Scoperte archeologiche recentissime (ottobre 2007), non ancora pubblicate, attestano deposizioni associate a libagioni o banchetti nell'ambito di rituali di fondazione di insediamenti abitativi in un castelliere dell'Età del ferro.

## Le fonti testuali e vascolari del mondo greco

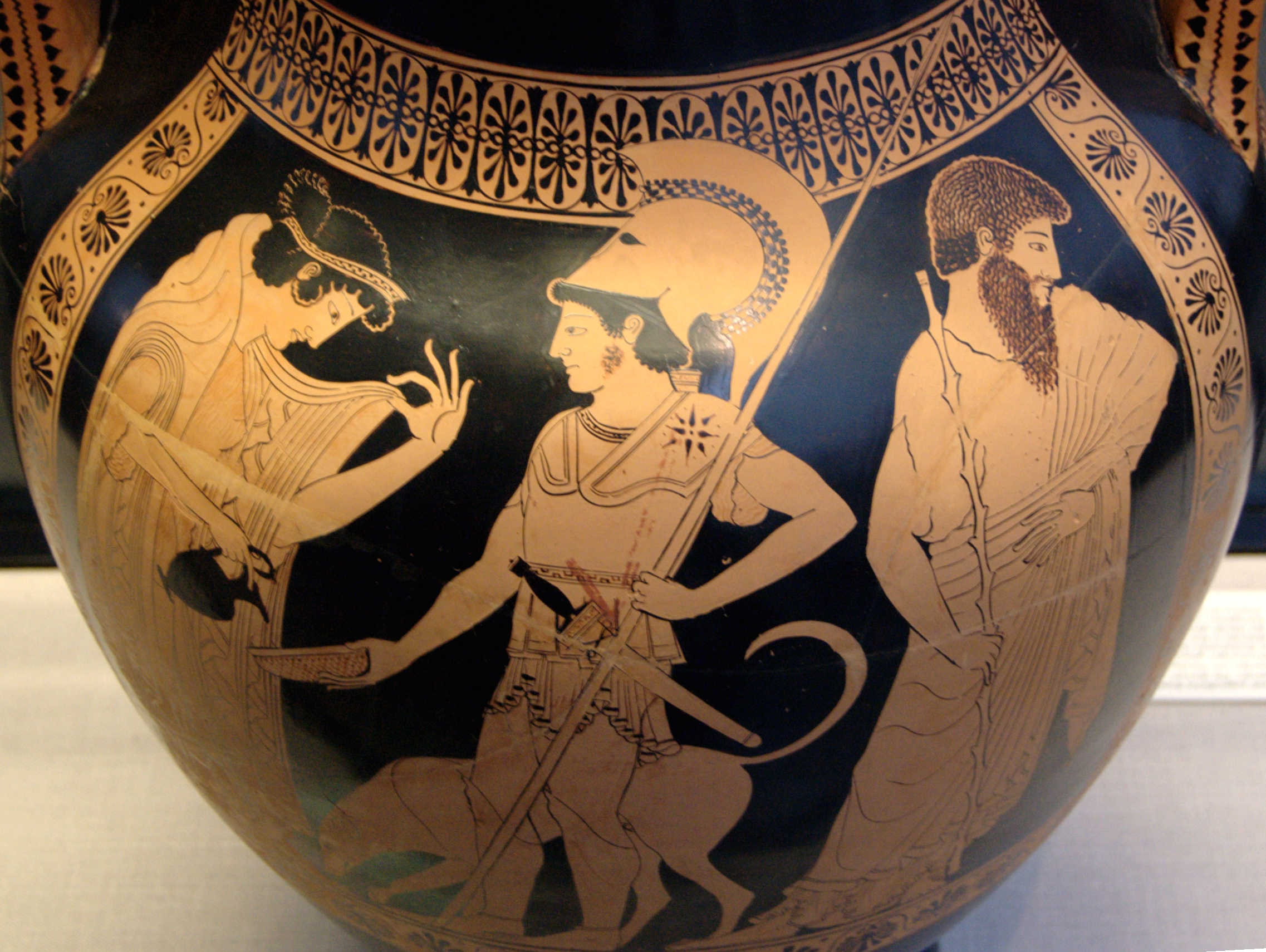
Partenza di un guerriero: il rituale libatorio. Anfora a figure rosse

Frequenti sono i riferimenti all'uso delle libagioni nel mondo greco, attestati sia nelle raffigurazioni vascolari che nei testi tràditi.
Euripide, ad esempio, nelle sue Baccanti, descrive proprio le tragiche conseguenze dell'esclusione di alcune divinità dalle libagioni, un tema comune a molte tragedie greche. Una varietà di sostanze, mistura di miele e latte, ma anche vino, acqua, farina d'orzo e «sangue fumante» utilizza Odisseo per invocare l'accorrere delle anime, nella sua celebre catabasi nell'Ade:
(Odissea, Libro XI, 24-29)
Nell'Iliade Achille, riempitasi la coppa di vino, offre la libagione agli dei, invocandone la protezione su Patroclo in procinto a lanciarsi in battaglia in sua vece. Il tema della libagione come gesto propiziatorio delle partenze o nei rituali di vestizione del guerriero che si accinge alla battaglia riecheggia spesso nelle raffigurazioni vascolari, come ad esempio quelle incluse in questo articolo. Se ne conosce poi l'uso quale gesto di suggello di accordi di non belligeranza tra contendenti.
La libagione era inoltre una parte importante delle pratiche simposiache, quale offerta primiziale assistita da precise regole, rivolta a determinate divinità e accompagnata da tipiche invocazioni.
Qualche problema interpretativo lo offrono le raffigurazioni di un dio che offre una libagione (a se stesso?) come nel caso dell'Apollo liricine in apertura di questo articolo. In alcuni casi, come si vede nelle immagini di galleria, non è chiaro se si tratti di Dioniso che riceve il vino per effettuare una libagione (in maniera analoga al guerriero in partenza) o se invece simboleggi la libagione che raggiunge il dio destinatario.
Nel suo Pneumatica, Erone di Alessandria descrive perfino un meccanismo per automatizzare il processo usando il fuoco dell'altare per spingere olio dalle coppe di due statue.

## La libagione nelle varie aree culturali

### Ittiti
Le iscrizioni in lingua ittita attestanti l'uso della libagione sono frequenti: due di esse (con relativa traduzione in inglese) possono essere apprezzate ai seguenti indirizzi: Hittite OnLine Archiviato il 25 maggio 2016 in Internet Archive., Early Indo-European Texts (Università del Texas ad Austin). Si noti comunque l'assonanza del termine ittita per libagione šipānd- con il corrispondente greco σπονδη.

### Ebraismo
La pratica della libagione è frequente nell'Antico Testamento:
(Genesi [35:14])

### Cristianesimo
È presente anche nel Nuovo Testamento
(luc 22:20)

### Shintoismo
Nello Shintoismo, la pratica della libagione e la bevanda offerta è chiamata mǐ jǐu (lett. bevanda degli dèi). Nei cerimoniali dei templi shintoisti viene solitamente utilizzato il sakè, ma negli altari domestici può essere sostituito con acqua fresca da rinnovarsi ogni giorno. Viene offerta da una coppa di porcellana bianca priva di decorazioni.